# Corsiaceae
Die Corsiaceae sind eine Pflanzenfamilie aus der Ordnung der Lilienartigen (Liliales). Sie enthält drei Gattungen mit 27 Arten.

## Beschreibung
Corsiaceae sind krautige Pflanzen mit Rhizomen oder knollenähnlichen Wurzeln als Überdauerungsorgane. Die oberirdischen Pflanzenteile sind unverzweigt. Die drei bis sieben wechselständig angeordneten, eiförmigen Blätter sind auf Schuppenblätter reduziert, drei- bis siebennervig und bis zu 5 Zentimeter lang. Nebenblätter fehlen.
Die einzeln stehenden, dreizähligen, endständigen Blüten sind zygomorph. Bei Corsia sind Griffel, Narbe und Staubbeutel zu einem Gynostemium verwachsen. Bis auf die einhäusig getrenntgeschlechtige (monözische) Art Corsiopsis chinensis der monotypischen Gattung Corsiopsis haben alle Arten zwittrige und ausgeprägt vormännliche Blüten. Die sechs ein- oder dreinervigen Blütenhüllblätter sind frei, stehen in zwei Kreisen und sind unterschiedlich geformt. Ein Perigonblatt des äußeren Kreises ist größer als die übrigen und ist (ähnlich den Orchideen) als Labellum ausgebildet, das bei Corsia-Arten am Ansatz mit einem charakteristischen Kallus versehen ist. Es sind zwei Kreise mit je drei fertilen Staubblättern vorhanden. Drei Fruchtblätter sind zu einem unterständigen Fruchtknoten verwachsen, mit einem Griffel und drei Narben.
Es werden Kapselfrüchte gebildet, die etwa 25 bis 100 Samen enthalten. Die winzigen, geflügelten Samen sind längs gefurcht und werden wahrscheinlich durch den Wind verbreitet (Anemochorie).
Alle Arten der Familie haben die Photosynthese aufgegeben und bilden dementsprechend kein Chlorophyll mehr, stattdessen leben sie myko-heterotroph. Ihr Xylem ist nicht perforiert.

## Verbreitungsgebiet
Die Gattung Corsia ist beheimatet in Neuguinea, strahlt jedoch vereinzelt bis auf die Salomonen, den Bismarck-Archipel und Queensland aus. Arachnitis findet sich in Südamerika und auf den Falklandinseln, Corsiopsis in Südchina. Die Mehrzahl der Corsiaceae lebt unter feuchten, heißen Bedingungen in humosen Böden, beschattet von dichter Vegetation.
Das ungewöhnliche Verbreitungsgebiet ist begründet durch das hohe Alter der Familie, die sich vor rund 74 Mio. Jahren von ihrer Schwestergruppe, den Campynemataceae, separierte. Das Auftreten der Stammart (crown node) vor 53 Mio. Jahren überlappt eng mit dem Auseinanderbrechen des Großkontinents Gondwana bzw. dessen Zerfall in Australasien, Südamerika und die Antarktis.

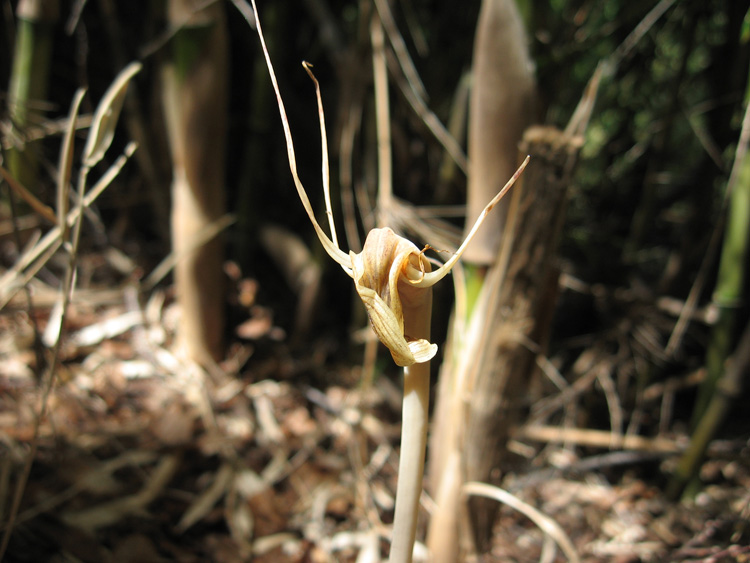
Arachnitis uniflora

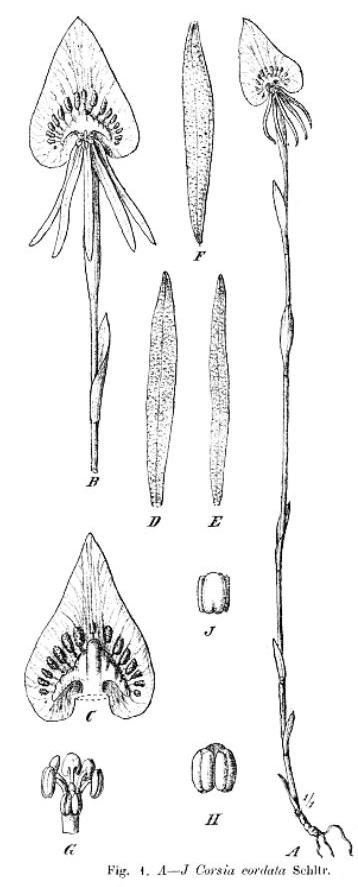
Abbildung von Corsia cordata

## Systematik
Der Name Corsiaceae wurde zwar 1878 bereits von Beccari vorgeschlagen, die Gattungen wurden aber lange zur Familie Burmanniaceae gestellt, erst Schlechter trennte sie 1905 wieder als eigene Familie ab. Molekulargenetische Untersuchungen konnten die lang diskutierte Monophylie der Familie nachweisen und das sie gemeinsam mit ihrer Schwestergruppe, den Campynemataceae, eine basale Klade innerhalb der Liliales bilden.
Die Familie Corsiaceae Becc. umfasst nur drei Gattungen, von denen zwei monotypisch sind:
- Arachnitis Phil.:
  - Arachnitis uniflora Phil.
- Corsia Becc. mit 25 Arten
- Corsiopsis D.X.Zhang, R.M.K.Saunders & C.M.Hu
  - Corsiopsis chinensis D.X.Zhang, R.M.K.Saunders & C.M.Hu

## Nachweise